# Anja Daniela Wagner
Anja Daniela Wagner (geb. 11. März 1969 in Halle (Saale)) ist eine deutsche Opernsängerin (Mezzosopran) und Fotografin.

## Leben und Wirken
Nach einer Ausbildung zur Reproretuscheurin studierte Anja Daniela Wagner, die Tochter des Künstlerehepaares Heidi Wagner-Kerkhof und Hannes H. Wagner, zunächst Gesang an der Hochschule für Musik und Theater „Felix Mendelssohn Bartholdy“ Leipzig bei Jitka Kovarikova. Bei Cornelia Melian aus München erhielt sie zusätzlich eine Ausbildung in „Historischem Gesang“ im Fach Alte Musik. Nach dem Diplom absolvierte sie ein Aufbaustudium an der Hochschule für Musik Carl Maria von Weber Dresden. Ihr Lehrer war dort Hartmut Zabel. Danach folgten Meisterkurse bei Jessica Cash, Hermann Christian Polster und Kammersängerin Brigitte Fassbaender.
Ihr Debüt auf der Opernbühne gab Anja Daniela Wagner schon während des Studiums als Hänsel in Hänsel und Gretel von Engelbert Humperdinck am Theater Zwickau.
2003 wurde sie an das Theater Nordhausen engagiert und ist dort bis heute (Stand: 2022) tätig. 2004 wirkte sie dort an der Uraufführung der Oper Die Legende von Paul und Paula (nach dem gleichnamigen Film) von Ludger Vollmer als Paula / Laura mit. Der Oper liegt wie im Film der Roman von Ulrich Plenzdorf zugrunde. Sie sang u. a. die Carmen in Carmen, die Muse in Hoffmanns Erzählungen, die Dorabella in Così fan tutte, die Olga in Eugen Onegin, die Flora Bervoix in La Traviata, Anita in West Side Story, die  Nehebka in Aida und die Gräfin im Wildschütz von Albert Lortzing im Theater Nordhausen und Theater Meiningen.
Vielfältig ist ihre Tätigkeit im Gesang von Oratorien, so im Mozart-Requiem, in Dvoraks "Stabat Mater" und "Requiem", in Mendelssohn-Bartholdys "Elias", in Bachs Weihnachtsoratorium, Markuspassion, Johannespassion u. a.
Bei der CD-Produktion der Liturgischen Sätze von Hugo Distler erhielt sie als Solistin für die Altstimme den Deutschen Schallplattenpreis „Echo Klassik“ im Jahre 2001.
Im Jahre 2017 erhielt sie den 11. Nordhäuser Theaterpreis, eine Auszeichnung für besondere künstlerische Leistungen. Er ist eine Stiftung der Kreissparkasse Nordhausen.